# Lasiocampa terreni
Lasiocampa terreni is een vlinder uit de familie spinners. De wetenschappelijke naam is voor het eerst geldig gepubliceerd in 1847 door Herrich-Schäffer.
De soort komt voor in Europa.